# Breznički ribnjak (Ribnjak Našice)
Breznički ribnjak (Ribnjak Našice) este o arie protejată (sit de importanță comunitară — SCI) din Croația întinsă pe o suprafață de 1.409,13 ha, integral pe uscat.

## Localizare
Centrul sitului Breznički ribnjak (Ribnjak Našice) este situat la coordonatele 45°34′26″N 18°10′16″E / 45.574°N 18.171°E.

## Înființare
Situl Breznički ribnjak (Ribnjak Našice) a fost declarat sit de importanță comunitară în iulie 2013 pentru a proteja 1 specie de animale.

## Biodiversitate
Situată în ecoregiunea continentală, aria protejată conține 1 habitat natural: Ape stătătoare oligotrofe până la mezotrofe, cu vegetație de Littorelletea uniflorae și/sau de Isoëto-Nanojuncetea.
La baza desemnării sitului se află o specie protejată de  mamifere: vidră de râu (Lutra lutra).